# اردوان (ارتشبد خشایارشا)
اردوان یک ارتشبد ایرانی در زمان حکومت خشایارشا بود. او پسر اردشیر فرماندار ورکانه بود. به گفتهٔ کتزیاس اردوان در سال ۴۸۰ پ.م. در نبرد ترموپیل رهبر نخستین گروه لشکر ایران بر ضد نیروهای اسپارتی بود. گرچه او دارای ۱۰ هزار سرباز بود، از نیروهای اسپارتی شکست خورد.
هرودوت در تاریخ این جنگ به اردوان اشاره نمی‌کند.